# Premi e candidature per La fantastica signora Maisel
Questa voce contiene un elenco dei riconoscimenti ottenuti dalla serie televisiva La fantastica signora Maisel.

## Riconoscimenti

### Golden Globe
- 2018 – Miglior serie commedia o musicale[1]
- 2018 – Miglior attrice in una serie commedia o musicale a Rachel Brosnahan[1]
- 2019 – Candidatura come miglior serie commedia o musicale[2]
- 2019 – Miglior attrice in una serie commedia o musicale a Rachel Brosnahan[2]
- 2019 – Candidatura come miglior attrice non protagonista in una serie ad Alex Borstein[2]
- 2020 – Candidatura come miglior serie commedia o musicale[3]
- 2020 – Candidatura come miglior attrice in una serie commedia o musicale a Rachel Brosnahan[3]
- 2024 – Candidatura come miglior attrice in una serie commedia o musicale a Rachel Brosnahan[4]

### Critics' Choice Award
- 2018 – Miglior serie commedia[5]
- 2018 – Miglior attrice in una serie commedia a Rachel Brosnahan[5]
- 2018 – Candidatura come miglior attrice non protagonista in una serie commedia ad Alex Borstein[5]
- 2019 – Miglior serie commedia[6]
- 2019 – Miglior attrice in una serie commedia a Rachel Brosnahan[6]
- 2019 – Candidatura come miglior attore non protagonista in una serie commedia ad Tony Shalhoub[6]
- 2019 – Miglior attrice non protagonista in una serie commedia ad Alex Borstein[6]
- 2020 – Candidatura come miglior serie commedia[7]
- 2020 – Candidatura come miglior attrice in una serie commedia a Rachel Brosnahan[7]
- 2020 – Miglior attrice non protagonista in una serie commedia ad Alex Borstein[7]
- 2024 – Candidatura come miglior serie commedia[8]
- 2024 – Candidatura come miglior attrice in una serie commedia a Rachel Brosnahan[8]
- 2024 – Candidatura come miglior attrice non protagonista in una serie commedia ad Alex Borstein[8]

### Premio Emmy
- 2018 – Miglior serie commedia[9]
- 2018 – Migliore attrice in una serie comedy a Rachel Brosnahan[9]
- 2018 – Candidatura come Miglior attore non protagonista in una serie comica a Tony Shalhoub[10]
- 2018 – Migliore attrice non protagonista ad Alex Borstein[9]
- 2018 – Migliore sceneggiatura ad Amy Sherman-Palladino per l'episodio Pilot[9]
- 2018 – Migliore regia ad Amy Sherman-Palladino per l'episodio Pilot[9]
- 2019 – Candidatura come Miglior serie comica a La fantastica signora Maisel[11]
- 2019 – Candidatura come Miglior attrice protagonista in una serie comica a Rachel Brosnahan[11]
- 2019 – Miglior attore non protagonista a Tony Shalhoub[11]
- 2019 – Miglior attrice non protagonista ad Alex Borstein[11]
- 2019 – Candidatura come miglior attrice non protagonista a Marin Hinkle[11]
- 2019 – Candidatura come Miglior regia per una serie comica ad Amy Sherman-Palladino per l'episodio Da sola[11]
- 2019 – Candidatura come Miglior regia per una serie comica a Daniel Palladino per l'episodio Andiamo sulle Catskill![11]
- 2020 – Candidatura come Miglior serie comica a La fantastica signora Maisel[12]
- 2020 – Candidatura come Miglior attrice protagonista in una serie comica a Rachel Brosnahan[12]
- 2020 – Candidatura come Miglior attore non protagonista in una serie comica a Tony Shalhoub[12]
- 2020 – Candidatura come Miglior attore non protagonista in una serie comica a Sterling K. Brown[12]
- 2020 – Candidatura come Miglior attrice non protagonista in una serie comica ad Alex Borstein[12]
- 2020 – Candidatura come Miglior attrice non protagonista in una serie comica a Marin Hinkle[12]
- 2020 – Candidatura come Miglior regia per una serie comica ad Amy Sherman-Palladino per l'episodio O il cabaret o il cavolo[12]
- 2020 – Candidatura come Miglior regia per una serie comica a Daniel Palladino per l'episodio Fantastica radio[12]
- 2022 – Candidatura come Miglior serie comica a La fantastica signora Maisel[13]
- 2022 – Candidatura come Miglior attrice protagonista in una serie comica a Rachel Brosnahan per l'episodio Come ci arrivi alla Carnegie Hall?[13]
- 2022 – Candidatura come Miglior attore non protagonista in una serie comica a Tony Shalhoub per l'episodio Bellmore è tutto[13]
- 2022 – Candidatura come Miglior attrice non protagonista in una serie comica ad Alex Borstein per l'episodio Bellmore è tutto[13]
- 2024 – Candidatura come Miglior serie comica a La fantastica signora Maisel[14]
- 2024 – Candidatura come Miglior attrice protagonista in una serie comica a Rachel Brosnahan[14]
- 2024 – Candidatura come Miglior attrice non protagonista in una serie comica ad Alex Borstein[14]
- 2024 – Candidatura come Miglior regia per una serie comica ad Amy Sherman-Palladino per l'episodio Quattro minuti[14]

### Primetime Creative Arts Emmy Awards
- 2018 – Candidatura come Miglior attrice ospite in una serie comica a Jane Lynch per l'episodio Mettilo sul piatto![10]
- 2018 – Miglior casting per una serie comica a Meredith Tucker, Jeanie Bacharach e Cindy Tolan[15]
- 2018 – Candidatura come Miglior fotografia per una serie con una sola telecamera a M. David Mullen per l'episodio Pilot[10]
- 2018 – Candidatura come Miglior acconciatura per una serie con una sola telecamera a Francesca Paris, Christine Cantrell, Cassie Hurd e Reo Anderson per l'episodio Pilot[10]
- 2018 – Miglior supervisione musicale a Robin Urdang, Amy Sherman-Palladino & Daniel Palladino per l'episodio Pilot[15]
- 2018 – Candidatura come Migliori costumi d'epoca a Donna Zakowska, Marina Rei, Ginnie Patton e Sheila Grover per l'episodio La delusione dei gemelli Dionne[10]
- 2018 – Candidatura come Miglior scenografia per un periodo narrativo o un programma fantasy (un'ora o più) a Bill Groom, Neil Prince e Ellen Christiansen per l'episodio Ya Shivu v Bolshom Dome Na Kholme[10]
- 2018 – Miglior editing di immagini con telecamera singola per una serie comica a Brian A. Kates per l'episodio Pilot[15]
- 2019 – Miglior attore ospite in una serie comedy a Luke Kirby per l'episodio Da sola[16]
- 2019 – Candidatura come Miglior attore ospite in una serie comedy a Rufus Sewell per l'episodio Guarda, ha fatto un cappello[16]
- 2019 – Miglior attrice ospite in una serie comedy a Jane Lynch per l'episodio Vota per Kennedy, vota per Kennedy[16]
- 2019 – Candidatura come Miglior casting per una serie comica a Cindy Tolan[16]
- 2019 – Miglior fotografia per una serie con telecamera singola a M. David Mullen per l'episodio Simone[16]
- 2019 – Miglior Hair-stylist per una serie a telecamera singola a Jerry DeCarlo, Jon Jordan, Peg Schierholz, Christine Cantrell e Sabana Majeed per l'episodio Andiamo alle Catskills![16]
- 2019 – Candidatura come Miglior trucco per una serie a telecamera singola (non protesica) a Patricia Regan, Joseph Campayno e Claus Lulla per l'episodio Andiamo alle Catskills![16]
- 2019 – Miglior supervisione Musicale a Robin Urdang, Amy Sherman-Palladino e Daniel Palladino per l'episodio Andiamo alle Catskills![16]
- 2019 – Migliori costumi per una serie d'epoca a Donna Zakowska, Marina Reti e Tim McKelvey per l'episodio Andiamo sulle Catskills![16]
- 2019 – Candidatura come Miglior scenografia per un periodo narrativo o un programma fantasy (un'ora o più) a Bill Groom, Neil Prince e Ellen Christiansen per gli episodi Simone e Andiamo sulle Catskills![16]
- 2019 – Candidatura come Miglior editing di immagini con telecamera singola per una serie comica a Kate Sanford per l'episodio Simone[16]
- 2019 – Candidatura come Miglior editing di immagini con telecamera singola per una serie comica a Tim Streeto per l'episodio Andiamo sulle Catskills![16]
- 2019 – Candidatura come Miglior mixaggio audio per una serie comica o drammatica (un'ora) a Ron Bochar, Mathew Price, David Bolton e George A. Lara per l'episodio Vota per Kennedy, vota per Kennedy[16]
- 2020 – Candidatura come Miglior attore ospite in una serie comica a Luke Kirby per l'episodio O il cabaret o il cavolo[12]
- 2020 – Candidatura come Miglior attrice ospite in una serie comica a Wanda Sykes per l'episodio Una ragazza ebrea entra nell'Apollo...[12]
- 2020 – Candidatura come Miglior casting per una serie comica a Cindy Tolan[12]
- 2020 – Miglior fotografia per una serie a telecamera singola a M. David Mullen per l'episodio O il cabaret o il cavolo[12]
- 2020 – Miglior supervisione musicale a Robin Urdang, Amy Sherman-Palladino e Daniel Palladino per l'episodio O il cabaret o il cavolo[12]
- 2020 – Candidatura come Miglior musica e testi originali a Thomas Mizer e Curtis Moore per l'episodio Aprite le danze[12]
- 2020 – Candidatura come Miglior acconciatura storica a Kimberley Spiteri, Michael S. Ward e Tijen Osman per l'episodio Una ragazza ebrea entra nell'Apollo...[12]
- 2020 – Miglior make-up storico a Patricia Regan, Claus Lulla, Joseph Campayno, Margot Boccia, Michael Laudati, Tomasina Smith, Roberto Baez e Alberto Machuca per l'episodio O il cabaret o il cavolo[12]
- 2020 – Candidatura come Migliori costumi d'epoca a Donna Zakowska, Marina Reti, Sheila Grover e Ginnie Patton per l'episodio O il cabaret o il cavolo[12]
- 2020 – Candidatura come Miglior scenografia per un periodo narrativo o un programma fantasy (un'ora o più) a Bill Groom, Neil Prince e Ellen Christiansen per gli episodi O il cabaret o il cavolo e Una ragazza ebrea entra nell'Apollo...[12]
- 2020 – Candidatura come Miglior editing di immagini con telecamera singola per una serie comica a Kate Sanford e Tim Streeto per l'episodio Una ragazza ebrea entra nell'Apollo...[12]
- 2020 – Miglior mixaggio del suono per una serie commedia a Mathew Price, Ron Bochar, George A. Lara e David Bolton per l'episodio Una ragazza Ebrea entra all'Apollo...[12]
- 2022 – Candidatura come Miglior scenografia per un periodo narrativo o un programma fantasy (un'ora o più) a Bill Groom, Neil Prince e Ellen Christiansen per gli episodi Maisel vs. Lennon: sfida all'ultima risata e Come ci arrivi alla Carnegie Hall?[13]
- 2022 – Candidatura come Miglior fotografia per una serie con una sola telecamera (un'ora) a M. David Mullen per l'episodio Come ci arrivi alla Carnegie Hall?[13]
- 2022 – Candidatura come Migliori costumi d'epoca a Donna Zakowska, Moria Sine Clinton, Ben Philipp, Ginnie Patton, Dan Hicks e Mikita Thompson per l'episodio Maisel vs. Lennon: sfida all'ultima risata[13]
- 2022 – Candidatura come Miglior acconciatura storica a Kimberley Spiteri, Barbara Dally e Daniel Koye per l'episodio Come ci arrivi alla Carnegie Hall?[13]
- 2022 – Candidatura come Miglior make-up storico a Patricia Regan, Claus Lulla, Margot Boccia, Tomasina Smith, Michael Laudati, Roberto Baez e Alberto Machuca per l'episodio Come ci arrivi alla Carnegie Hall?[13]
- 2022 – Candidatura come Miglior musica e testi originali a Thomas Mizer e Curtis Moore per l'episodio Come masticare in silenzio e influenzare le persone[13]
- 2022 – Candidatura come Miglior supervisione musicale a Robin Urdang per l'episodio Come ci arrivi alla Carnegie Hall?[13]
- 2024 – Candidatura come Miglior attore ospite in una serie comica a Luke Kirby per l'episodio Quattro minuti[14]
- 2024 – Candidatura come Miglior scenografia per un periodo narrativo o un programma fantasy (un'ora o più) a Bill Groom, Neil Prince e Ellen Christiansen per l'episodio Susan[14]
- 2024 – Candidatura come Miglior coreografia per un programma con script a Marguerite Derricks per Trash Man e Dream Kitchen[14]
- 2024 – Miglior fotografia per una serie (un'ora) a M. David Mullen per l'episodio Quattro minuti[14]
- 2024 – Candidatura come Migliori costumi d'epoca for a Series a Donna Zakowska, Katie Hartsoe, Ben Philipp, Amanda Seymour, Claire Aquila, Marie Seifts per l'episodio Susan[14]
- 2024 – Candidatura come Miglior acconciatura storica a Kimberley Spiteri, Keleen Snowgren, Diana Sikes, Valerie Gladstone, Emily Rosko e Matthew Armentrout per l'episodio Una casa piena di cavalli estremamente zoppi[14]
- 2024 – Miglior make-up storico a Patricia Regan, Claus Lulla, Joseph A. Campayno, Michael Laudati, Tomasina Smith, Roberto Baez per l'episodio Susan[14]
- 2024 – Candidatura come Miglior musica e testi originali a Curtis Moore, Thomas Mizer per l'episodio Your Personal Trash Man Can[14]
- 2024 – Candidatura come Miglior supervisione musicale a Robin Urdang per l'episodio Quattro minuti[14]
- 2024 – Candidatura come Miglior mixaggio audio per una serie comica o drammatica (un'ora) a Ron Bochar, Mathew Price, Stewart Lerman, George A. Lara per l'episodio Cena di gala[14]

### Screen Actors Guild Award
- 2019 – Miglior cast in una serie commedia[17]
- 2019 – Miglior attore in una serie commedia a Tony Shalhoub[17]
- 2019 – Candidatura come miglior attrice in una serie commedia ad Alex Borstein[17]
- 2019 – Miglior attrice in una serie commedia a Rachel Brosnahan[17]
- 2020 – Miglior cast in una serie commedia[18]
- 2020 – Miglior attore in una serie commedia a Tony Shalhoub[18]
- 2020 – Candidatura come miglior attrice in una serie commedia ad Alex Borstein[18]
- 2020 – Candidatura come miglior attrice in una serie commedia a Rachel Brosnahan[18]

### Producers Guild of America Awards
- 2018 – Miglior produttore di episodi televisivi – Commedia ad Amy Sherman‐Palladino, Daniel Palladino, Dhana Rivera Gilbert e Sheila Lawrence[19]
- 2019 – Miglior produttore di episodi televisivi – Commedia ad Amy Sherman‐Palladino, Daniel Palladino, Dhana Rivera Gilbert e Sheila Lawrence[20]
- 2020 – Candidatura come Miglior produttore di episodi televisivi – Commedia ad Amy Sherman-Palladino, Daniel Palladino, Dhana Gilbert, Daniel Goldfarb, Kate Fodor, Sono Patel e Matthew Shapiro[21]

### Directors Guild of America Awards
- 2018 – Candidatura come Miglior risultato alla regia per una serie comica ad Amy Sherman-Palladino per l'episodio Pilot[22]
- 2019 – Candidatura come Miglior risultato alla regia in una serie comica a Daniel Palladino per l'episodio Andiamo sulle Catskill![23]
- 2019 – Candidatura come Miglior risultato alla regia in una serie comica ad Amy Sherman-Palladino per l'episodio Da sola[23]
- 2020 – Candidatura come Miglior risultato alla regia in una serie comica a Dan Attias per l'episodio Sono gli anni Sessanta, cavolo![24]
- 2020 – Candidatura come Miglior risultato alla regia in una serie comica a Daniel Palladino per l'episodio Fantastica radio[24]
- 2020 – Candidatura come Miglior risultato alla regia in una serie comica ad Amy Sherman-Palladino per l'episodio O il cabaret o il cavolo[24]
- 2022 – Candidatura come Miglior risultato alla regia in una serie comica ad Amy Sherman-Palladino per l'episodio Come ci arrivi alla Carnegie Hall?[25]

### Costume Designers Guild Awards
- 2018 – Candidatura come Eccellenza nella televisione d'epoca a Donna Zakowska[26]
- 2019 – Eccellenza nella televisione d'epoca a Donna Zakowska[27]
- 2020 – Eccellenza nella televisione d'epoca a Donna Zakowska per l'episodio O il cabaret o il cavolo[28]
- 2022 – Candidatura come Eccellenza nella televisione d'epoca a Donna Zakowska per l'episodio Maisel vs. Lennon: sfida all'ultima risata[29]

### Location Managers Guild Awards
- 2018 – Candidatura come Migliori location nella televisione d'epoca ad Amanda Foley-Burbank e Jose Guerrero[30]

### Peabody Awards
- 2018 – Entertainment, children's and youth honoree[31]

### Television Critics Association Awards
- 2018 – Candidatura come Migliori risultati nella commedia[32]
- 2018 – Candidatura come Miglior nuovo programma[32]
- 2018 – Risultati individuali nella commedia a Rachel Brosnahan[32]
- 2019 – Candidatura come Migliori risultati nella commedia[33]

### People's Choice Awards
- 2018 – Candidatura come Lo spettacolo degno di nota del 2018[34][35]

### American Film Institute Awards
- 2018 – I 10 migliori programmi TV dell'anno[36]

### Dorian Awards
- 2019 – Candidatura come Commedia televisiva dell'anno[37][38]
- 2019 – Candidatura come Performance televisiva dell'anno – Attrice a Rachel Brosnahan[37][38]

### Artios Awards
- 2019 – Miglior risultato nel casting – Pilota televisivo e prima stagione – Commedia a Jeanie Bacharach, Cindy Tolan, Anne Davison e Betsy Fippinger[39]
- 2022 – Candidatura come Miglior risultato nel casting – Serie comica televisiva a Cindy Tolan e Anne Davison[40]

### American Cinema Editors Eddie Awards
- 2019 – Miglior serie comica montata per la televisione non commerciale a Kate Sanford per l'episodio Simone[41]
- 2019 – Candidatura come Miglior serie comica montata per la televisione non commerciale a Tim Streeto per l'episodio Andiamo sulle Catskill![41]

### Art Directors Guild Awards
- 2019 – Migliore scenografia per una serie in costume o fantasy di un'ora con telecamera singola a Bill Groom per gli episodi Simone e Andiamo sulle Catskill![42]
- 2020 – Migliore scenografia per una serie in costume o fantasy di un'ora con telecamera singola a Bill Groom per gli episodi Posa in mutande e O il cabaret o il cavolo[43]
- 2022 – Candidatura come Migliore scenografia per una serie in costume o fantasy di un'ora con telecamera singola a Bill Groom per gli episodi Maisel vs. Lennon: sfida all'ultima risata e Come ci arrivi alla Carnegie Hall?[44]
- 2024 – Candidatura come Migliore scenografia per una serie in costume o fantasy di un'ora con telecamera singola a Bill Groom per l'episodio Susan[45]

### American Society of Cinematographers Awards
- 2019 – Candidatura come Miglior risultato nella cinematografia per un film, una miniserie o un pilota per la televisione a M. David Mullen per l'episodio Pilot[46]
- 2020 – Candidatura come Miglior risultato nella cinematografia in una serie regolare per la televisione non commerciale a M. David Mullen per l'episodio Simone[47]
- 2021 – Candidatura come Miglior risultato nella cinematografia in un episodio di una serie televisiva di un'ora – Non commerciale a M. David Mullen per l'episodio O il cabaret o il cavolo[48]
- 2022 – Miglior risultato nella cinematografia in un episodio di una serie televisiva di un'ora – Non commerciale a M. David Mullen per l'episodio Come ci arrivi alla Carnegie Hall?[49]
- 2022 – Candidatura come Miglior risultato nella cinematografia in un episodio di una serie televisiva di un'ora – Non commerciale ad Alex Nepomniaschy per l'episodio Bellmore è tutto[49]

### Cinema Audio Society Awards
- 2019 – Migliore risultato nel missaggio del suono per una serie televisiva con episodi di un'ora a Mathew Price, Ron Bochar, Michael Miller, David Boulton e Steven Visscher per l'episodio Vota per Kennedy, vota per Kennedy[50]
- 2021 – Migliore risultato nel missaggio del suono per una serie televisiva con episodi di un'ora a Mathew Price, Ron Bochar, Stewart Lerman, David Boulton e George A. Lara per l'episodio Una ragazza ebrea entra nell'Apollo...[51]
- 2024 – Candidatura come Migliore risultato nel missaggio del suono per una serie televisiva con episodi di un'ora a Mathew Price, Ron Bochar, Stewart Lerman e George A. Lara per l'episodio Cena di gala[52]

### Make-Up Artists and Hair Stylists Guild Awards
- 2019 – Serie televisiva, miniserie televisiva o serie televisiva con nuovi media – Miglior trucco storico e/o di un personaggio a Patricia Regan, Claus Lulla e Joseph A. Campayno[53]
- 2019 – Serie televisiva, miniserie televisiva o serie televisiva con nuovi media – Miglior acconciatura storica e/o di un personaggio a Jerry DeCarlo, Jon Jordan e Peg Schierholz[53]
- 2024 – Candidatura come Miglior trucco storico e/o di un personaggio in una serie televisiva, serie limitata, miniserie o film per la televisione a Patricia Regan, Joseph A. Campayno, Claus Lulla e Michael Laudati[54]
- 2024 – Candidatura come Miglior acconciatura storica e/o di un personaggio in una serie televisiva, serie limitata, miniserie o film per la televisione a Kimberley Spiteri e KeLeen Snowgren[54]
- 2024 – Candidatura come Migliori effetti speciali di trucco in una serie televisiva, serie limitata, miniserie o film per la televisione a Mike Marino, Richard Redlefsen e Kevin Kirkpatrick[54]

### Golden Reel Awards
- 2019 – Miglior trasmissione di lunga durata con musica / di genere musical ad Annette Kudrak per l'episodio Andiamo sulle Catskill![55]
- 2024 – Migliori risultati nel montaggio del suono – Trasmissione di dialoghi in formato lungo e ADR a Ron Bochar, Sara Stern e Ruth Hernandez per l'episodio Quattro minuti[56]
- 2024 – Candidatura come Migliori risultati nell'editing musicale – Trasmissione in formato lungo ad Annette Kudrak per l'episodio Susan[56]

### Writers Guild of America Awards
- 2019 – Televisione: serie comica a Kate Fodor, Noah Gardenswartz, Jen Kirkman, Sheila Lawrence, Daniel Palladino e Amy Sherman-Palladino[57]
- 2020 – Candidatura come Televisione: serie comica a Kate Fodor, Noah Gardenswartz, Daniel Goldfarb, Alison Leiby, Daniel Palladino, Sono Patel, Amy Sherman-Palladino e Jordan Temple[58]
- 2020 – Candidatura come Televisione: commedia episodica ad Amy Sherman-Palladino per l'episodio O il cabaret o il cavolo[58]

### Casting Society of America
- 2020 – Serie televisiva – Commedia a Cindy Tolan, Juliette Ménager e Anne Davison[59]

### Hollywood Music in Media Awards
- 2021 – Candidatura come Miglior canzone originale in uno show televisivo/serie limitata a Thomas Mizer e Curtis Moore per l'episodio One Less Angel[60]
- 2022 – Miglior canzone originale – Programma TV/Serie limitata a Thomas Mizer e Curtis Moore per l'episodio Maybe Monica[61]
- 2023 – Candidatura come Miglior canzone originale – Programma TV/Serie limitata a Curtis Moore e Thomas Mizer per l'episodio Your Personal Trash Man Can[62]

### Set Decorators Society of America Awards
- 2022 – Miglior risultato nell'arredamento/design di una serie in costume di un'ora a Ellen Christiansen e Bill Groom[63]

### Hollywood Critics Association TV Awards
- 2022 – Candidatura come Miglior serie in streaming, commedia a La fantastica signora Maisel[64]
- 2022 – Candidatura come Miglior attrice in una serie in streaming, commedia a Rachel Brosnahan[64]
- 2022 – Candidatura come Miglior attore non protagonista in una serie in streaming, commedia a Tony Shalhoub[64]
- 2022 – Candidatura come Miglior attrice non protagonista in una serie in streaming, commedia ad Alex Bornstein[64]

### AACTA International Awards
- 2022 – Candidatura come Miglior serie comica a La fantastica signora Maisel[65]
- 2024 – Candidatura come Miglior serie comica a La fantastica signora Maisel[66]

### Screen Actors Guild Awards
- 2022 – Candidatura come Miglior performance di un'attrice in una serie comica a Rachel Brosnahan[67]
- 2022 – Candidatura come Miglior performance di un'attrice in una serie comica ad Alex Borstein[68]
- 2022 – Candidatura come Miglior performance di un'attrice in una serie comica a Rachel Brosnahan[68]

### Golden Trailer Awards
- 2023 – Candidatura come Miglior commedia per una serie TV/streaming (trailer/teaser/spot TV) a Mark Wollen & Associates per l'episodio Midge[69]
- 2023 – Candidatura come Miglior musica per una serie TV/streaming (trailer/teaser/spot TV) a Project X/AV per l'episodio Icon[69]

### Astra TV Awards
- 2024 – Miglior serie in streaming, commedia a La fantastica signora Maisel[70]
- 2024 – Miglior attrice in una serie in streaming, commedia a Rachel Brosnahan[70]
- 2024 – Candidatura come Miglior attore non protagonista in una serie in streaming, commedia a Tony Shalhoub[71]
- 2024 – Candidatura come Miglior attrice non protagonista in una serie in streaming, commedia ad Alex Borstein[71]
- 2024 – Candidatura come Miglior regia in una serie in streaming, commedia ad Amy Sherman-Palladino per l'episodio Quattro minuti[71]
- 2024 – Candidatura come Miglior sceneggiatura in una serie in streaming, commedia ad Amy Sherman-Palladino e Daniel Palladino per l'episodio Quattro minuti[71]

### Astra Creative Arts TV Awards
- 2024 – Candidatura come Miglior attore ospite in una serie comica a Luke Kirby[71]
- 2024 – Candidatura come Miglior attrice ospite in una serie comica a Jane Lynch[71]
- 2024 – Candidatura come Miglior casting in una serie comica a La fantastica signora Maisel[71]
- 2024 – Candidatura come Migliori costumi d'epoca a La fantastica signora Maisel[71]
- 2024 – Miglior canzone originale per Your Personal Trash Man Can[70]

### Satellite Awards
- 2024 – Candidatura come Miglior attrice – Serie televisiva musicale o comica a Rachel Brosnahan[72]